# Henrik Johan Schauman
Henrik Johan Schauman, född 1649 i Ogers distrikt, död 19 mars 1730, var en svensk militär.
Henrik Johan Schauman kom troligen i tjänst 1662, han anges 1706 ha tjänat i 44 år. 1669 blev han pikenerare vid livgardet, senare underofficer där och blev fänrik vid Wangelins dragonregemente 1671. Schauman blev löjtant vid Wangelins dragonregemente 1675, kaptenlöjtnant 1676, ryttmästare vid Åbo läns kavalleriregemente 1678 och naturaliserades som svensk adelsman 1686, med hänvisning till ett adelsbrev som skall ha förstörts då godset Oger förstördes av ryssarna 1656. Han introducerades på svenska riddarhuset 1697, blev major vid Åbo läns kavalleriregemente 1701, överstelöjtnant samma år och var 1703-1706 tillförordnad chef för regementet. Han erhöll avsked från regementet 1706 och beviljades 1714 pension att uppbäras vid livregementet till häst. Han arrenderades då en gård i Hammarby socken, Uppland, men var sedan bosatt på Monnois i Lemo socken.